# Achille Eyraud
Honoré Achille Eyraud (Le Puy-en-Velay, Alto Loira,  1821 - 1882), periodista, escritor y dramaturgo francés, uno de los padres de la ciencia ficción europea.

## Biografía
Llegado a París, colaboró allí en Droit, en Charivari y en el Journal Amusant y se tituló como abogado en 1848. Fue funcionario del Ministerio de Justicia. Escribió comedias y operetas, algunas con música de compositores famosos, y una novela de ciencia ficción con componentes utópicos y satíricos, Viaje a Venus, única obra suya traducida al español (Madrid: Biblioteca Económica de Instrucción y Recreo, 1868).

## Obras
- Voyage à Vénus, París, 1865.
- Comédies et opérettes, par Achille Eyraud, avec une préface de M. de Saint-Germain-C. Lévy (París,  1883.
- Jean et Jeanne, 1855, opereta.
- Brin-d'amour, 1858, teatro.
- La Cigale et la Fourmi, 1863, teatro.
- Un cousin retour de l'Inde, 1868, en colaboración con M. V. Roussy, teatro.
- Histoire de S. A. R. Mgr le duc d'Orléans racontée aux enfants (París, 1842)
- République ou Monarchie (París, 1872)